# Laguna Hills Challenger 1999
Il Laguna Hills Challenger 1999 è stato un torneo di tennis facente parte della categoria ATP Challenger Series nell'ambito dell'ATP Challenger Series 1999. Il torneo si è giocato a Laguna Hills negli Stati Uniti dal 22 al 28 febbraio 1999 su campi in cemento.

## Vincitori

### Singolare
Sébastien Lareau ha battuto in finale  Michael Sell con il punteggio di 6–4, 7–6

### Doppio
Paul Goldstein /  Brian MacPhie hanno battuto in finale  Pablo Albano /  Daniel Orsanic con il punteggio di 3–6, 6–4, 7–5